# Eranthis
Genre
Eranthis est un genre comptant neuf espèces de plantes à fleurs de la famille des Ranunculaceae, originaire du sud de l'Europe et de l'est de l'Asie jusqu'au Japon,,. Le nom commun de son espèce emblématique "aconit d'hiver" (Eranthis hyemalis), vient de sa floraison précoce et de la ressemblance de ses feuilles avec celles du genre apparenté Aconitum, l'aconit proprement dit. Comme Aconitum, qui est notoirement toxique (et, en fait, de nombreux autres genres de Ranunculaceae), Eranthis est toxique, bien que sa chimie soit différente, les composés toxiques présents étant principalement des glycosides cardiotoniques du groupe des bufadiénolides similaires à ceux trouvés dans Adonis vernalis, plutôt que les alcaloïdes extraordinairement virulents d'Aconitum,. 

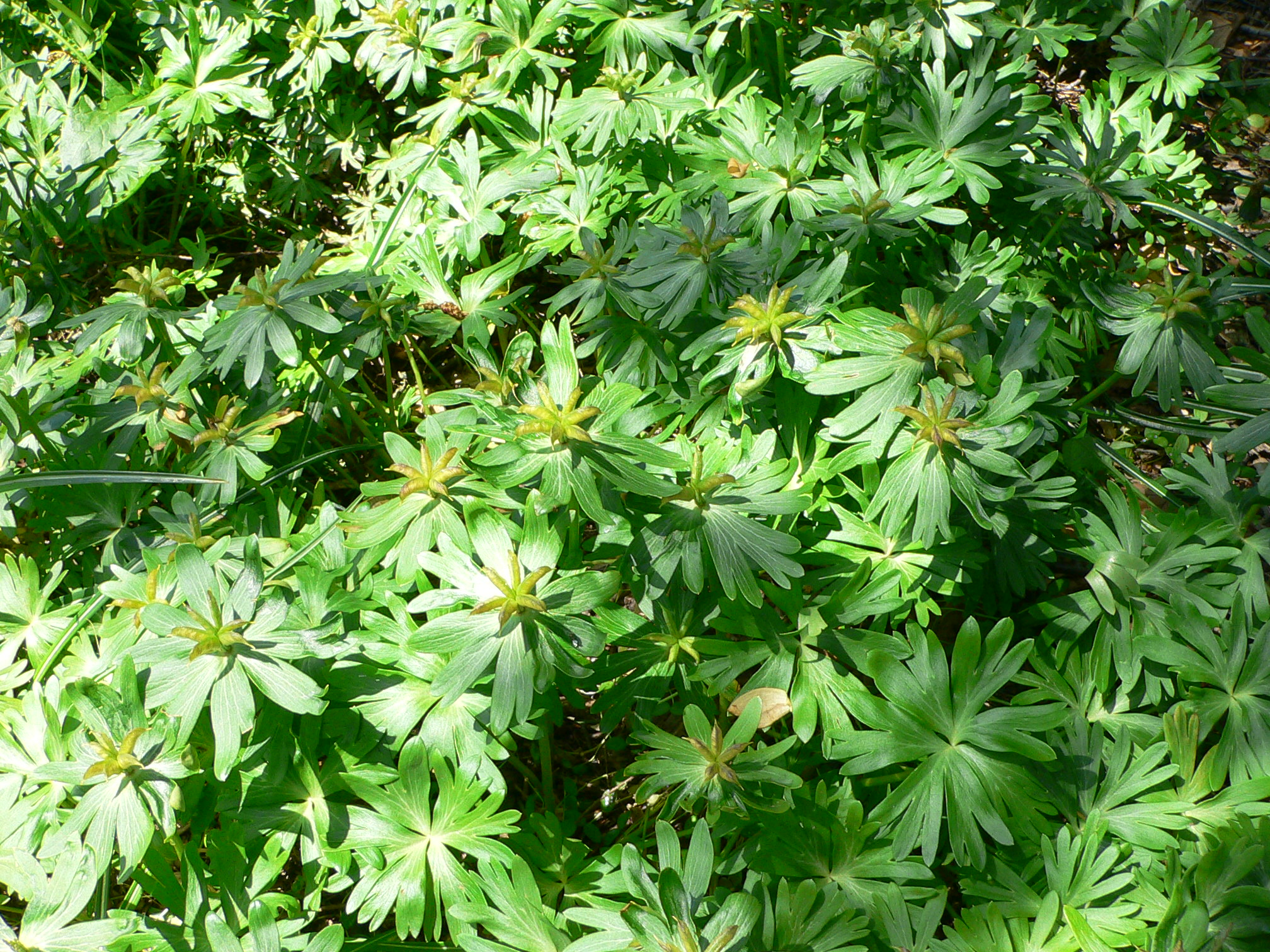
Feuillage en fin de floraison.

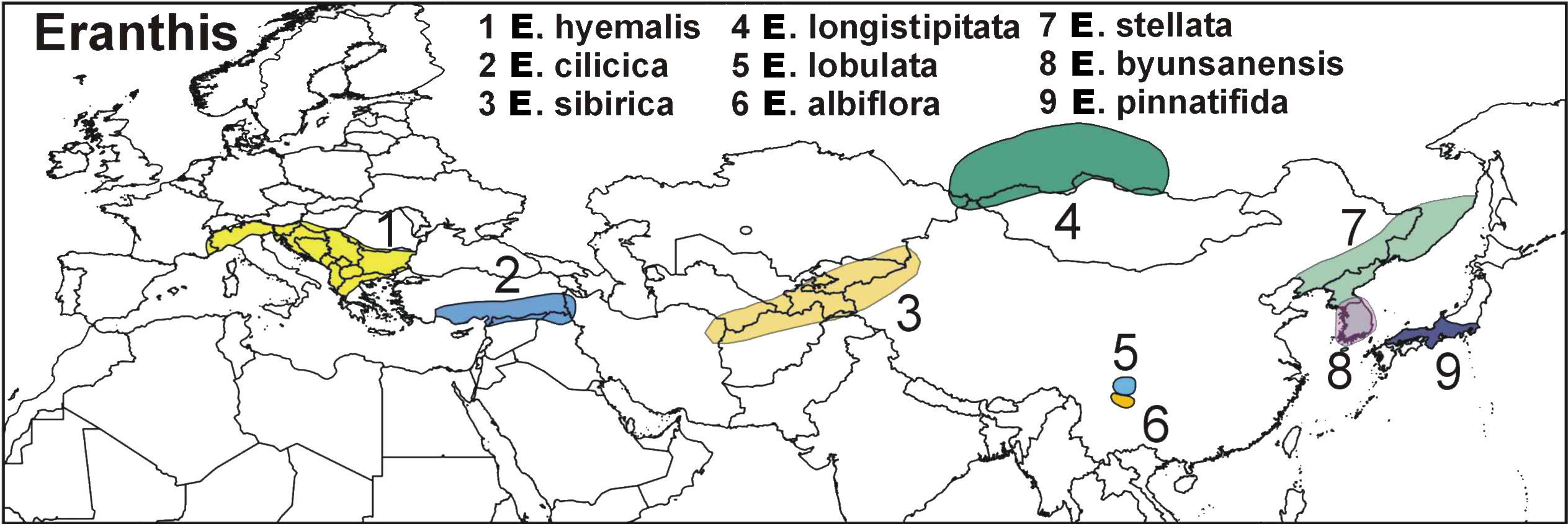
Carte de répartition des neuf espèces d'Eranthis en Europe et en Asie. (Essai de présentation basée sur la distribution naturelle indiquée dans les pages wikipédia (en, de, ru).)

Ce sont des plantes vivaces atteignant 10 à 15 cm de haut. Les fleurs sont jaunes (blanches chez E. albiflora et E. pinnatifida) et comptent parmi les premières à apparaître au printemps, dès janvier dans les climats doux, mais plus tard là où le manteau neigeux d'hiver persiste ; elles résistent au gel et survivent facilement à une couverture de neige fraîche. Les feuilles ne se développent pleinement que lorsque les fleurs sont presque terminées ; elles sont peltées, mesurent de 5 à 8 cm de diamètre, présentent plusieurs encoches et ne durent que deux à trois mois avant de mourir à la fin du printemps. 
Les espèces de ce genre sont des éphémères printanières, poussant sur les sols forestiers et profitant du soleil disponible sous la canopée des arbres à feuilles caduques avant la sortie de leurs feuilles ; les feuilles d'Eranthis meurent lorsque l'ombre de la canopée s'intensifie ou, dans les régions sèches, lorsque la sécheresse estivale réduit la quantité d'eau disponible. 
Ce sont des plantes ornementales populaires cultivées pour leur floraison d'hiver ou du début du printemps. E. hyemalis est largement naturalisée en Europe du Nord et en Amérique du Nord. 

## Liste d'espèces
- Eranthis albiflora - Chine occidentale.
- Eranthis cilicica - Asie du sud-ouest.
- Eranthis hyemalis - Europe du Sud.
- Eranthis lobulata - Chine occidentale.
- Eranthis longistipitata - Asie centrale.
- Eranthis pinnatifida - Japon.
- Eranthis sibirica - Asie du Nord.
- Eranthis stellata - Asie de l'Est (nord de la Chine, Corée, sud-est de la Russie).
- Eranthis byunsanensis - Corée du Sud.

## Publication originale
- (en) Richard Anthony Salisbury, « Observations on the Genera of Trollius, Eranthis, Helleborus, Coptis, and Isopyrum », Transactions of the Linnean Society of London, vol. 8, no 1,‎ mars 1807, p. 300–307 (ISSN 1945-9432, 1945-9335 et 1945-9432, DOI 10.1111/J.1096-3642.1807.TB00315.X, lire en ligne).

## Voir également